# Giacomo Filippo Fransoni

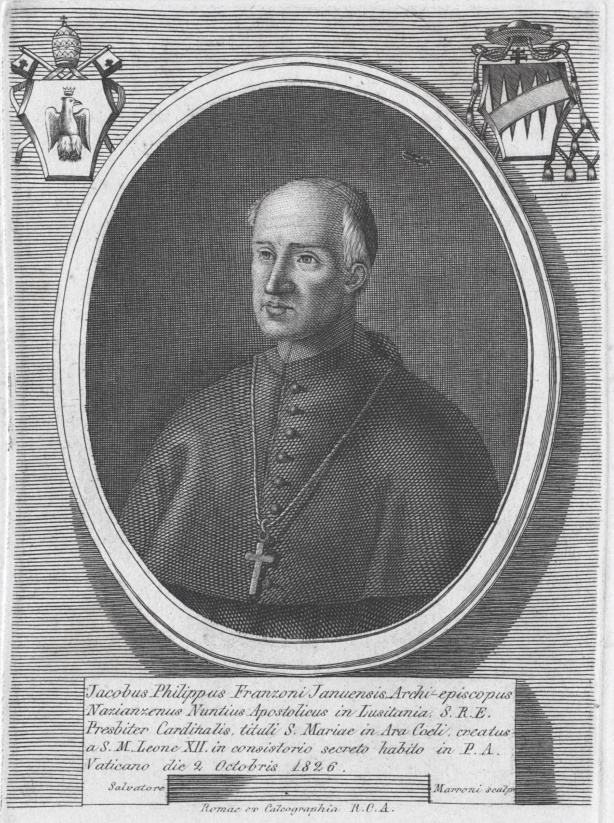
Giacomo Filippo Kardinal Fransoni

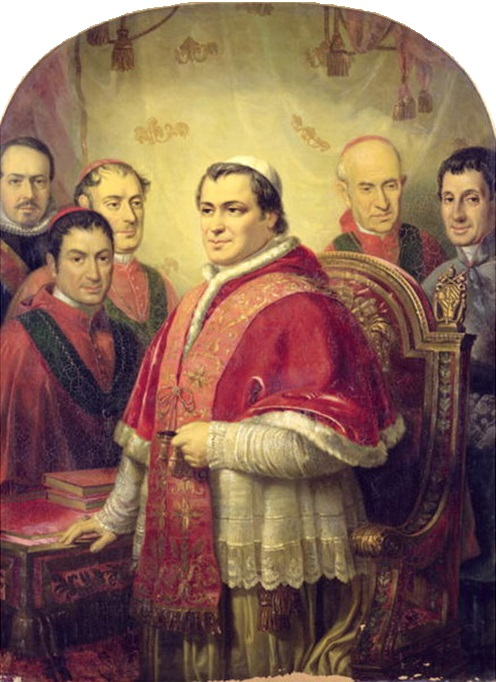
Kardinal Fransoni (2.v.r.) mit anderen Kurialen bei Papst Pius IX. (Mitte) 1847 (Gemälde von Galofré y Coma)

Giacomo Filippo Fransoni, auch Giacomo Filippo Franzoni (* 10. Dezember 1775 in Genua; † 20. April 1856 in Rom) war ein italienischer Bischof und Kardinal sowie Präfekt der Kongregation De Propaganda Fide.

## Leben
Er entstammte einer alten Patrizierfamilie, sein Vater Domenico Fransoni war Senator der Republik Genua. Ein weiterer Kardinal aus der gleichen Familie war Giacomo Franzoni.
Giacomo Filippo Fransoni ging nach seiner ersten Ausbildung in Genua nach Rom, wo er am 20. Juli 1806 den akademischen Grad eines Doctor iuris utriusque erlangte. Er empfing am 14. März 1807 durch Pietro Francesco Galleffi das Sakrament der Priesterweihe.
Am 7. September 1822 wurde er zum Titularerzbischof pro hac vice von Nazianzus ernannt. Die Bischofsweihe spendete ihm am 8. Dezember 1822 in der Kirche der Benediktiner auf dem Campo Marzio in Rom Kardinal Pietro Francesco Galleffi; Mitkonsekratoren waren die Kurienerzbischöfe Giovanni Francesco Falzacappa und Giuseppe Della Porta Rodiani. Am 21. Januar 1823 wurde Giacomo Filippo Fransoni zum Apostolischen Nuntius in Portugal ernannt. Am 2. Oktober 1826 wurde er von Papst Leo XII. als Kardinalpriester von Santa Maria in Aracoeli in das Kardinalskollegium aufgenommen. Er nahm am Konklave 1829 teil, das Pius VIII. zum Papst wählte. Ferner war Kardinal Fransoni Teilnehmer des Konklave 1830–1831, das Gregor XVI. zum Papst erhob. Am 21. November 1834 wurde Fransoni zum Präfekten der Kongregation De Propaganda Fide ernannt. Er war Teilnehmer des Konklave 1846, aus dem Pius IX. als Papst hervorging. Fransoni wechselte am 28. September 1855 zur Titelkirche San Lorenzo in Lucina.
Kardinal Fransoni starb am 20. April 1856 im Alter von 80 Jahren und wurde in seiner Titelkirche beigesetzt. Er war 49 Jahre lang Priester, davon 33 Jahre Bischof und davon fast 30 Jahre Kardinal.